# Volkswagen Iltis

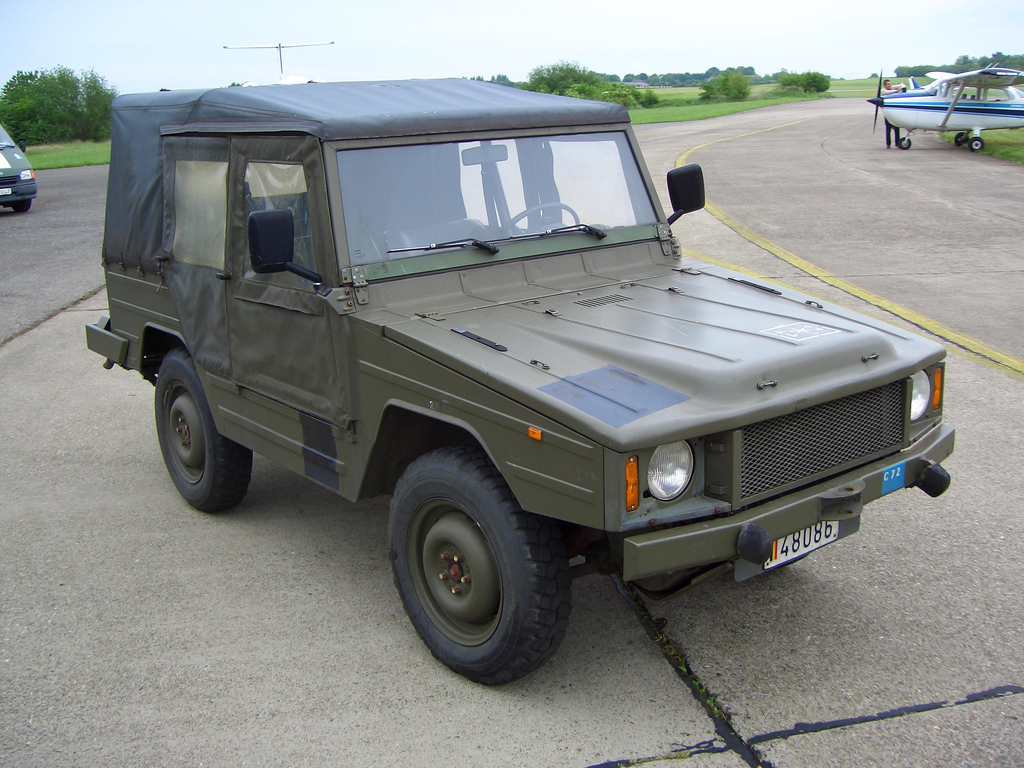
Volkswagen Iltis.

Volkswagen Iltis Typ 183, är en bilmodell från Volkswagen lanserad 1979.
Volkswagen Iltis "Iller" var från slutet av 1970-talet till början av 1990-talet en del av Bundeswehrs vagnpark. Bilen avlöste Volkswagen Typ 181 och ersattes i sin tur av Mercedes G, Geländewagen. Fordonet sattes för en rad uppgifter inom det västtyska försvaret. Den såldes även civilt men blev aldrig någon storsäljare.
Volkswagen Iltis är ett fyrhjulsdrivet terrängfordon. Den bensindrivna versionen har en motorvolym på 1,7 liter och 75 hästkrafter, medan turbodieselversionens motorvolym är på 1,6 liter och har 69 hästkrafter.
Den fyrhjulsdrift som utvecklades till Iltis inspirerade till satsningen på Audi Quattro. Modellen är en Volkswagen, men utvecklades och tillverkades av Audi i Ingolstadt. Efter att man slutat tillverka fordonet sålde man produktionen till Bombardier som tillverkade modellen för den kanadensiska försvarsmakten.